# Чемпионат мира по спортивной гимнастике 1966
16-й чемпионат мира по спортивной гимнастике проходил с 21 по 25 сентября 1966 года в Дортмунде (ФРГ).

## Общий медальный зачёт
| Место | Страна       | Золото | Серебро | Бронза | Всего |
| ----- | ------------ | ------ | ------- | ------ | ----- |
| 1     | СССР         | 6      | 5       | 3      | 14    |
| 2     | Япония       | 4      | 6       | 7      | 17    |
| 3     | Чехословакия | 3      | 2       | 0      | 5     |
| 4     | Югославия    | 1      | 0       | 1      | 2     |
| 5     | ГДР          | 0      | 1       | 1      | 2     |
| 6     | Италия       | 0      | 0       | 2      | 2     |

## Медалисты

### Мужчины
| Дисциплина                | Золото                                                                                                | Серебро | Бронза                                                                                           |
| Командное многоборье      | Япония · Сюдзи Цуруми · Юкио Эндо · Такэси Като · Такаси Мицукури · Акинори Накаяма · Харухиро Мацуда | СССР · Валерий Кердемелиди · Сергей Диомидов · Валерий Карасёв · Юрий Титов · Борис Шахлин · Михаил Воронин | ГДР · Маттиас Бреме · Герард Дитрих · Вернер Доллинг · Эрвин Коппе · Зигфрид Фулле · Петер Вебер |
| Индивидуальное многоборье | Михаил Воронин СССР                                                                                   | Сюдзи Цуруми Япония                                                                                         | Акинори Накаяма Япония                                                                           |
| Вольные упражнения        | Акинори Накаяма Япония                                                                                | Юкио Эндо Япония                                                                                            | Франко Меникелли Япония                                                                          |
| Конь                      | Мирослав Церар Югославия                                                                              | Михаил Воронин СССР                                                                                         | Такэси Като Япония                                                                               |
| Кольца                    | Михаил Воронин СССР                                                                                   | Акинори Накаяма Япония                                                                                      | Франко Меникелли Япония                                                                          |
| Опорный прыжок            | Харухиро Мацуда Япония                                                                                | Такэси Като Япония                                                                                          | Акинори Накаяма Япония                                                                           |
| Параллельные брусья       | Сергей Диомидов СССР                                                                                  | Михаил Воронин СССР                                                                                         | Мирослав Церар Югославия                                                                         |
| Перекладина               | Акинори Накаяма Япония                                                                                | Юкио Эндо Япония                                                                                            | Такаси Мицукури Япония                                                                           |

### Женщины
| Дисциплина                | Золото | Серебро | Бронза                                                                                                |
| Командное многоборье      | Чехословакия · Вера Чаславска · Йиндра Кошталова · Яна Кубичкова-Познерова · Марианна Неметова-Крайчирова · Богумила Ржимначова · Ярослава Седлачкова | СССР · Полина Астахова · Наталья Кучинская · Ольга Харлова · Лариса Петрик · Лариса Латынина · Зинаида Дружинина | Япония · Ясуко Фуруяма · Кэйко Икэда · Хироко Икэнага · Мицуко Кандори · Танико Мицукури · Таки Сибуя |
| Индивидуальное многоборье | Вера Чаславска Чехословакия | Наталья Кучинская СССР                                                                                           | Кэйко Икэда Япония                                                                                    |
| Опорный прыжок            | Вера Чаславска Чехословакия | Эрика Цухольд ГДР                                                                                                | Наталья Кучинская СССР                                                                                |
| Разновысокие брусья       | Наталья Кучинская СССР | Кэйко Икэда Япония                                                                                               | Танико Мицукури Япония                                                                                |
| Бревно                    | Наталья Кучинская СССР | Вера Чаславска Чехословакия                                                                                      | Лариса Петрик СССР                                                                                    |
| Вольные упражнения        | Наталья Кучинская СССР | Вера Чаславска Чехословакия                                                                                      | Зинаида Дружинина СССР                                                                                |